# 芦北町立大岩小学校
芦北町立大岩小学校（あしきたちょうりつ おおいわしょうがっこう）は、熊本県葦北郡芦北町にあった公立小学校。

## 沿革
- 1875年（明治8年） - 吉尾小学校大岩分教場設置。
- 1880年（明治13年） - 大岩小学校となる。海路分教場設置。
- 1889年（明治22年） - 吉尾尋常小学校大岩支校となる。
- 1892年（明治25年）- 大岩尋常小学校となる。
- 1941年（昭和16年） - 大岩国民学校と改称。
- 1947年（昭和22年） - 吉尾村立大岩小学校と改称。
- 1955年（昭和30年） - 葦北町立大岩小学校と改称。
- 1970年（昭和45年） - 芦北町立大岩小学校と改称
- 2005年（平成17年）3月 - 芦北町立田浦小学校へ統合